# Powielacz napięcia

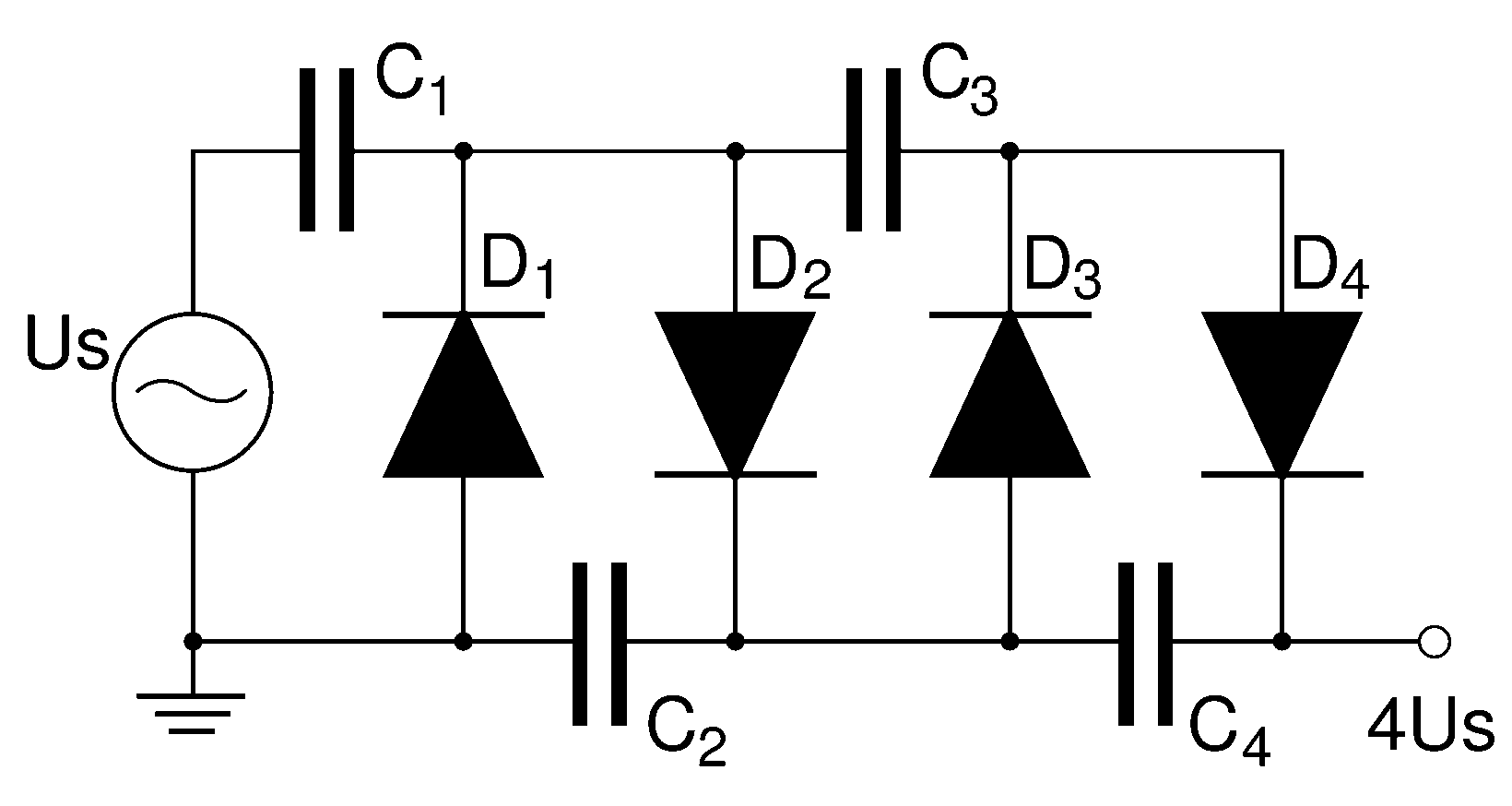
Schemat powielacza napięcia

Powielacz napięcia – obwód elektryczny transformujący prąd przemienny na prąd stały o wyższym, względem wejściowego, napięciu. Powielacz napięcia składa się z układu odpowiednio połączonych kondensatorów oraz diod prostowniczych.

## Budowa i działanie (kaskada Villarda)

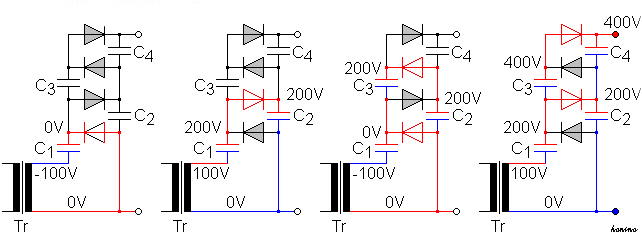

Najczęściej spotykane powielacze mają budowę kaskady Villarda, której schemat przedstawiony został na zamieszczonym obok rysunku. Przy założeniu, że Us jest napięciem szczytowym źródła, to znaczy napięcie źródła zmienia się od +Us do −Us, pracę powielacza podzielić można na następujące etapy:
1. źródło przyjmuje napięcie −Us, kondensator C1 ładuje się poprzez diodę D1 do napięcia Us,
2. źródło przyjmuje napięcie +Us, napięcie źródła sumuje się z napięciem kondensatora C1 do wielkości 2Us, kondensator C2 ładuje się poprzez diodę D2 do napięcia 2Us
3. źródło przyjmuje napięcie −Us, napięcie na kondensatorze C1 spada do Us (na jednej z okładek potencjał spada do 0V), kondensator C3 ładuje się poprzez diodę D3 do napięcia 2Us
4. źródło przyjmuje napięcie +Us, napięcie na kondensatorze C1 wzrasta do 2Us, napięcie na kondensatorze C3 sumuje się z napięciem na C1 do wielkości 4Us, ładując w ten sposób kondensator C4.

Dołączając kolejne segmenty analogiczne do układu C1-D1-C2-D2 można teoretycznie uzyskać napięcie wyjściowe będące dowolną wielokrotnością napięcia wejściowego, jednak w praktyce spotyka się układy powielające od dwóch do dwudziestu razy.

## Zastosowania

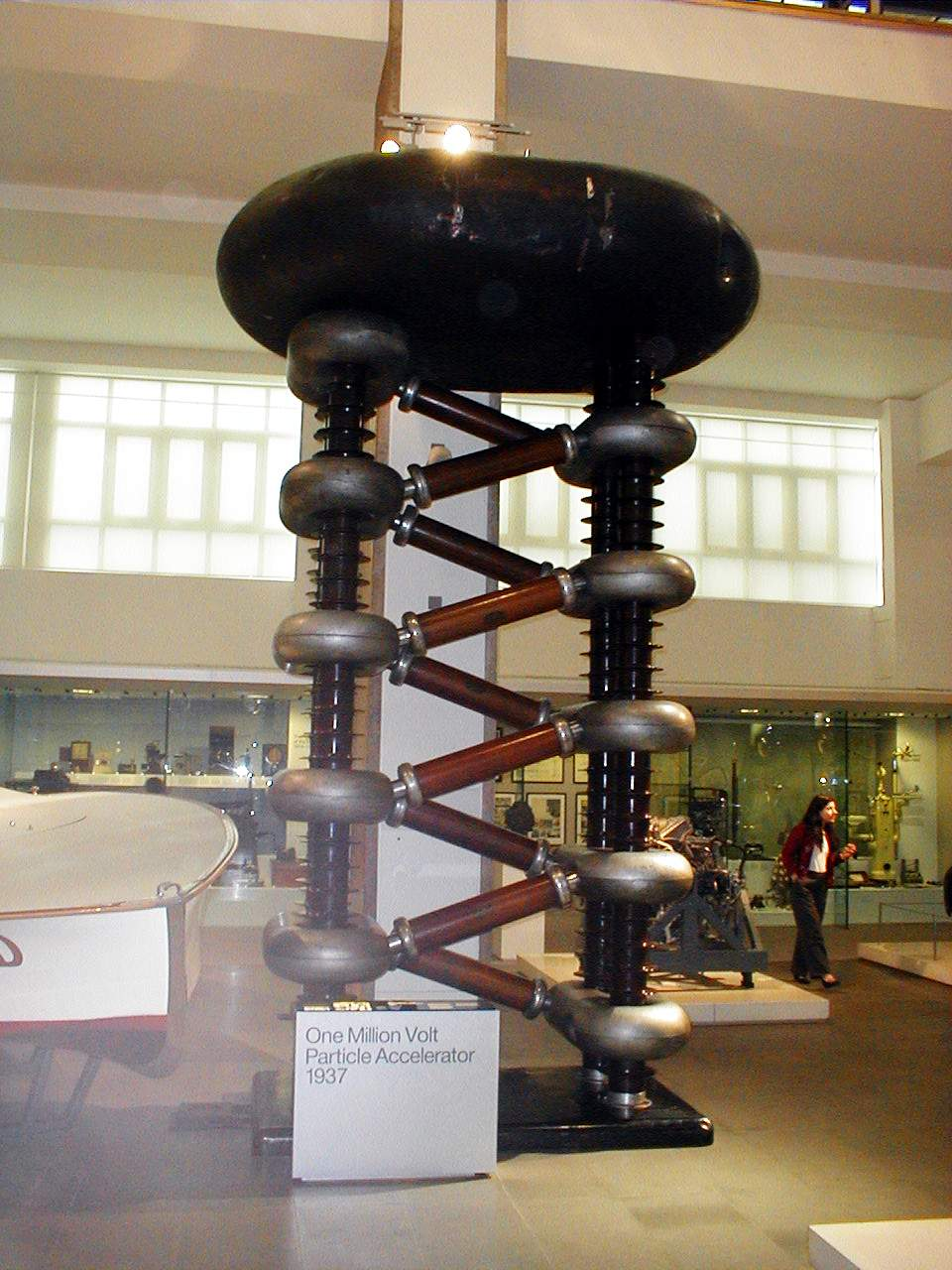
Układ powielacza napięcia (1MV) akceleratora Cockcrofta-Waltona z 1937 r.

- W technice telewizyjnej do wytworzenia napięcia anodowego kineskopu. W konstrukcjach telewizorów po roku 1990 coraz częściej jest integrowany z transformatorem i nazywany trafopowielaczem.
- W niektórych urządzeniach technologicznych, np. w elektrostatycznych urządzeniach malarskich do malowania farbami ciekłymi, jak i proszkowymi.
- W akceleratorach cząstek.
- Do wytwarzania wysokich napięć, potrzebnych do wytwarzania wyładowań elektrycznych służących do testowania instalacji odgromowych.
- W niektórych zegarkach elektronicznych – podwajacz napięcia.
- Powielacz w zasilaczu lampy błyskowej.